# 第25回全国中等学校優勝野球大会
第25回全国中等学校優勝野球大会（だい25かいぜんこくちゅうとうがっこうゆうしょうやきゅうたいかい）は、1939年（昭和14年）8月13日から8月20日まで甲子園球場で行われた全国中等学校優勝野球大会である。

## 代表校
| 地方大会 | 代表校   | 出場回数      |
| -------- | -------- | ------------- |
| 北海道   | 札幌一中 | 12年ぶり2回目 |
| 奥羽     | 青森中   | 初出場        |
| 東北     | 山形中   | 4年連続4回目  |
| 北関東   | 桐生中   | 3年ぶり7回目  |
| 南関東   | 千葉商   | 初出場        |
| 東京     | 早稲田実 | 3年ぶり14回目 |
| 信越     | 長野商   | 2年ぶり7回目  |
| 北陸     | 高岡商   | 2年ぶり2回目  |
| 山静     | 島田商   | 2年ぶり3回目  |
| 東海     | 東邦商   | 初出場        |
| 京津     | 京都商   | 5年ぶり2回目  |

| 地方大会 | 代表校     | 出場回数      |
| -------- | ---------- | ------------- |
| 紀和     | 海草中     | 3年連続5回目  |
| 大阪     | 京阪商     | 2年連続3回目  |
| 兵庫     | 関西学院中 | 10年ぶり6回目 |
| 山陰     | 米子中     | 4年ぶり5回目  |
| 山陽     | 下関商     | 2年連続2回目  |
| 四国     | 高松商     | 10年ぶり6回目 |
| 北九州   | 福岡工     | 3年連続3回目  |
| 南九州   | 熊本工     | 2年ぶり4回目  |
| 朝鮮     | 仁川商     | 2年連続3回目  |
| 満洲     | 天津商     | 2年連続2回目  |
| 台湾     | 嘉義中     | 2年ぶり2回目  |

## 試合結果

### 1回戦
- 長野商 2 - 1 東邦商（延長12回）
- 京都商 3 - 1 仁川商（延長12回）
- 熊本工 8 - 0 札幌一中
- 関西学院中 22 - 8 天津商
- 海草中 5 - 0 嘉義中
- 福岡工 3 - 2 桐生中

### 2回戦
- 高松商 9 - 2 山形中
- 早稲田実 10 - 5 青森中
- 下関商 4x - 3 千葉商（延長11回）
- 島田商 2 - 1 京阪商
- 米子中 12 - 7 高岡商
- 福岡工 7 - 5 熊本工
- 長野商 4 - 2 関西学院中
- 海草中 5 - 0 京都商

### 準々決勝
- 島田商 2 - 1 高松商
- 長野商 3 - 2 早稲田実
- 下関商 7 - 1 福岡工
- 海草中 3 - 0 米子中

### 準決勝
- 海草中 8 - 0 島田商（海草中の嶋清一が無安打無得点試合）
- 下関商 3 - 2 長野商

### 決勝
|        | 1 | 2 | 3 | 4 | 5 | 6 | 7 | 8 | 9 | R | H  | E |
| ------ | - | - | - | - | - | - | - | - | - | - | -- | - |
| 海草中 | 0 | 0 | 2 | 0 | 0 | 0 | 2 | 0 | 1 | 5 | 10 | 0 |
| 下関商 | 0 | 0 | 0 | 0 | 0 | 0 | 0 | 0 | 0 | 0 | 0  | 4 |

1. （海）：嶋 - 志水
2. （下）：友浦 - 大橋
3. 審判
［球審］天知
［塁審］伊丹・布谷・長浜
4. 試合時間：2時間1分
（海草中の嶋清一が無安打無得点試合）

| 海草中 | 海草中 | 海草中   |
| 打順   | 守備   | 選手     |
| ------ | ------ | -------- |
| 1      | [中]   | 古角俊郎 |
| 2      | [一]   | 加茂国造 |
| 3      | [遊]   | 竹尻太次 |
| 4      | [投]   | 嶋清一   |
| 5      | [三]   | 真田重蔵 |
| 6      | [二]   | 田中雅治 |
| 7      | [左]   | 宮崎繁一 |
| 8      | [捕]   | 志水清   |
| 9      | [右]   | 加納靖介 |

| 下関商 | 下関商 | 下関商   |
| 打順   | 守備   | 選手     |
| ------ | ------ | -------- |
| 1      | [二]   | 長富政武 |
| 2      | [左]   | 森山久雄 |
| 3      | [中]   | 矢野鴻次 |
| 4      | [投]   | 友浦只夫 |
| 5      | [捕]   | 大橋智干 |
| 6      | [右]   | 村田忠夫 |
| 7      | [一]   | 諏訪裕良 |
| 8      | [三]   | 末永毅   |
| 9      | [遊]   | 香月照彦 |

## 大会本塁打
2回戦
- 第1号：白石充（高岡商）

## その他の主な出場選手
- 常見茂（桐生中）
- 深沢督（桐生中）
- 木暮力三（桐生中）
- 三輪裕章（桐生中）
- 中村栄（桐生中）
- 小川善治（千葉商）
- 宮崎皓（長野商）
- 小池繁雄（長野商）
- 塚本勇一（島田商）
- 一言多十（島田商）
- 久保吾一（島田商）
- 鈴木清一（島田商）
- 竹内功（東邦商）
- 猪子利男（東邦商）
- 森下博（東邦商）
- 池端忠夫（東邦商）
- 玉置玉一（東邦商）
- 神田武夫（京都商）
- 徳網茂（京都商）

- 大橋一郎（京都商）
- 森本清三（海草中）
- 加地健三郎（京阪商）
- 深尾文彦（京阪商）
- 乾国雄（京阪商）
- 富樫淳（関西学院中）
- 土井垣武（米子中）
- 長谷川善三（米子中）
- 多田文久三（高松商）
- 藤井道夫（高松商）
- 三好主（高松商）
- 上野義秋（福岡工）
- 森久米夫（福岡工）
- 伴勇資（福岡工）
- 田中金太郎（熊本工）
- 後藤次男（熊本工）
- 松井信勝（嘉義中）
- 木場巌（嘉義中）

## 海草の嶋か、嶋の海草か
海草中の嶋清一は、投手として1937年（昭和12年）第23回大会から春夏合わせて5回連続して甲子園に出場（計6回）のすえ、最終学年で優勝投手となった。それまでの嶋は速球、変化球（ドロップ）とも一級品で好投手とは呼ばれつつも、大事な場面で制球を乱したりするなど安定感に欠けるところがあった。しかし、心機一転猛練習を重ねて臨んだこの大会では素晴らしい投球を見せた。
- 1回戦の嘉義中戦は、3安打15奪三振完封。
- 2回戦の京都商戦は、2安打8奪三振完封。
- 準々決勝の米子中戦は、全員奪三振まであとひとり、という快投で3安打9奪三振完封。
- 準決勝の島田商戦は、4四球17奪三振で無安打無得点試合。
- 決勝の下関商戦は、2四球8奪三振で無安打無得点試合。

嶋が作った大会記録は、
- 45回連続無失点
- 5試合連続完封
- 2試合連続無安打無得点試合
- 決勝戦無安打無得点試合

というものであった。後に45回連続無失点と5試合連続完封は第30回大会で福嶋一雄（小倉）が、決勝戦無安打無得点試合は第80回大会で松坂大輔（横浜）が記録したが、2試合連続無安打無得点試合は唯一の記録である。
この偉業をたたえる意味を込め、「海草の嶋か、嶋の海草か」と言われた。